# Mammedbaghirli
Mammedbaghirli est un village de la région d'Agdam en Azerbaïdjan.

## Économie
La principale occupation de la population est l'élevage, céréaliculture et l'agriculture.

## Population
Selon les statistiques de 1979, la population du village est de 230 personnes.